# Някой те наблюдава
„Някой те наблюдава“ (на испански: Alguien Te Mira) е испаноезична теленовела на компанията Телемундо, създадена от студиото им в САЩ. Снимките са правени в Маями, Флорида и Чикаго, Илинойс през 2010 г. Римейк е на чилийската теленовела „Alguien te mira“ (2007).

## История

### Чикаго, 2005 г.
Родриго Кинтана, Пиедад Естевес, Хулиан Гарсия и Бенхамин Моранде са неразделни и добри приятели. Пълни с идеи и бъдещи лични проекти, те учат медицина и мечтаят един ден да работят заедно. Родриго е най-интелигентният и най-чаровен, а също така е естественият лидер на групата. Благодарение на всичко това, Пиедад се влюбва в него до полуда, а в същото време Хулиан я обича мълчаливо. Но трудният живот на Кинтана и пристрастяването му към наркотиците и алкохола в крайна сметка довежда до това Пиедад да сложи край на тяхната връзка. Родриго Кинтана оставя своите приятели и своите мечти, за да влезе в рехабилитационна клиника близо до Чикаго.

### Чикаго, 2010 г.
Пет години по-късно докато Кинтана се е лекувал от наркотиците, неговите приятели са партньори в клиника за пластична хирургия и са направили добро състояние, като пластични хирурзи, което ги издига до добро място сред обществото. Точно когато Бенхамин, Хулиан и Пиедад са забравили за миналото, тримата доктори разбират за завръщането на Родриго Кинтана (Кристиан Мейер). Неговото завръщане се отразява на живота на всички и най-вече на Пиедад която осъзнава, че Родриго е все още е любовта на живота ѝ. Бенхамин (Давид Чокаро) живее заедно със съпругата си Татяна (Джералдин Басан) и сестра ѝ Камила (Химена Дуке) и има две деца.
Хулиан Гарсия (Рафаел Амая) е разведен от една година с Матилде Лараин (Карла Монрой) и започва да се интересува от Пиедад (Дана Гарсия) отново. Въпреки това той се опасява, че историята може да се повтори, ако Родриго успее да отнеме Пиедад от него. Родриго и Пиедад в крайна сметка са отново заедно в очакване на своето първо дете. Пристрастяването на Родриго към наркотиците започва отново. Пиедад е принудена да сложи край на връзката им за втори път и това дава надежди на Хулиан да се бори отново за нейната любов.
Но любовта няма да е единственото нещо, което ще се отрази на тази група от приятели. Докато те са на едно социално събитие стават свидетели на престъпление. Жертвата е Мария Грация Карпентър, която е много добре позната жена в обществото. Тя е третата жертва на убиец, който тормози градът, а нейното тяло е намерено в един аквариум.
Не след дълго стават още няколко убийства на жени, като по една или друга причина жертвите се оказват познати или близки на четиримата доктори. Това е една от причините полицията да започне да подозира всеки един от тях, а другата е че убийствата са станали след много добро и прецизно изваждане на сърцата на всяка една жена, което е присъщо само на хирурзи. Първият, който полицията започва да подозира е Родриго най-вече заради проблемите му с наркотиците и досието му, което има заради убийство преди години. Въпреки че съдът признава за невинен Родриго поради убийство при самозащита, полицията се насочва първо към него. Заради нарастващият брой убийства журналистите слагат прякор на убиеца като го наричат „Ловецът“.
Все повече кръгът около четиримата приятели започва да се затяга и това става благодарение на детектив Ева Санети (Анхелика Селая), която е решена на всяка цена да залови този сериен убиец. Дали един от четиримата приятел Хулиан, Бенхамин, Родриго или Пиедад или някой се опитва да ги натопи това става ясно в течение на епизодите.

## В България
В България сериалът започва на 3 август 2012 г. по bTV и завършва на 23 януари 2013 г. Ролите се озвучават от артистите Таня Михайлова, Даринка Митова, Светлана Смолева, Мартин Герасков и Момчил Степанов.
От 15 октомври 2013 г. започва повторно излъчване на сериала, но този път по bTV Lady.

## Участват
- Кристиан Мейер – Родриго Кинтана
- Дана Гарсия – Пиедад Естевес
- Рафаел Амая – Хулиан Гарсия
- Давид Чокаро – Бенхамин Моранде
- Карла Монрой – Матилде Лараѝн
- Джералдин Басан – Татяна
- Химена Дуке – Камила
- Анхелика Селая – комисар Ева Санети
- Каролина Техера – Валерия Стюарт
- Евелин Сантос – детектив Луиса Карвахал
- Родриго де ла Роса – Педро Пабло Пенафиел
- Юл Бюркле – Маурисио Остос
- Карлос Гарин – прокурор Анхел Малдонадо
- Диана Франко – Долорес „Лола“ Моранде
- Синтия Олавария – Луси Салданя
- Сулейка Ривера – Росио Линче
- Виктория Дел Росал – Амалия Виейра
- Марта Гонзалес – Мария Грасия Карпентър
- Ариана Колтелачи – Бланка Гордън
- София Санабриа – Ампаро
- Емили Алварадо – Исадора Ууд
- Ями Кинтеро – Анхела Архенто
- Ричбет Собалваро – Даниела Франко
- Кристина Фигарола – Фабиола Гарсия
- Ектор Соберон – Даниел Видал
- Андрес Котрино – Емилио
- Никол Арчи – Мария Хесус Пеняфиел Моранде
- Натали Медина – Мария Есперанса Пеняфиел Моранде
- Ариана Муниз – Мария Тереса Пеняфиел Моранде
- Даниел Фернандес – Бенхамин „Бенхита“ Моранде Ууд